# Trimethylsilylgroep

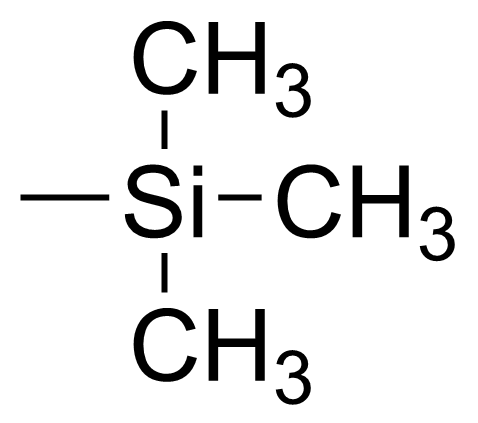
Structuurformule van de trimethylsilylgroep.

De trimethylsilylgroep (afgekort tot TMS) is een functionele groep in de organische chemie. De groep bestaat uit een siliciumatoom waaraan 3 methylgroepen zijn verbonden. Het silicium is zelf verbonden met de rest van de organische verbinding. Verbindingen met een dergelijke functionele groep behoren tot de organosiliciumverbindingen.

## Toepassingen
De trimethylsilylgroep is zeer inert voor bepaalde reactieomstandigheden en wordt voornamelijk toegepast als beschermende groep. De uitgangsverbinding om een dergelijke groep in te voeren is trimethylchloorsilaan. Functionele groepen zoals alcoholen en amines ondergaan een hevige reactie van trimethylchloorsilaan. Hierbij worden respectievelijke de overeenkomstige trimethylsilylethers en trimethylsilylamines gevormd. Ook enolaten worden als trimethylsilylenolether geïsoleerd. Deze syntheses verlopen via een SN2-reactie, waarbij het nucleofiel centrum aanvalt op silicium en het chloride uitstoot.
Hoewel de vormingsreactie van de verbinding tussen trimethylchloorsilaan enerzijds en alcoholen en amines anderzijds heftig verloopt, is ook de splitsingsreactie (ontscherming) relatief eenvoudig uit te voeren. Dit gebeurt in verdund zuur midden, meestal in aanwezigheid van een fluoride-zout. Het fluoride heeft een zeer grote affiniteit voor silicium en de bindingsenergie is zeer groot (564 kJ/mol).